# Raid de Nouakchott (1976)
Pour les articles homonymes, voir Raid de Nouakchott.
Guerre du Sahara occidental
Batailles
Le raid de Nouakchott a lieu les 8 et 9 juin 1976. Les forces du Front Polisario traversent plus de 1 500 kilomètres de désert mauritanien et bombardent à deux reprises la capitale mauritanienne Nouakchott. Dans leur repli, un groupe de combattants du Polisario dans lequel se trouve El-Ouali Moustapha Sayed, président de la RASD, est intercepté par l'armée mauritanienne. Le Polisario subit de lourdes pertes, et son chef El-Ouali, est tué.

## Déroulement
Le 2 juin 1976, El-Ouali Moustapha Sayed, président de la RASD, dirige une importante razzia en direction de la capitale mauritanienne Nouakchott. La colonne qui part de Tindouf en Algérie, compte entre 300 et 800 combattants à bord d'un long convoi estimé entre 50 et 100 véhicules,, à savoir des Land Rover et des camions Berliet. Le long convoi sahraoui est chargé de munitions, de matériel de transmissions, de carburant et de ravitaillement. Les combattants sahraouis sont également équipés d'un important armement lourd, à savoir des canons soviétiques sans recul de 110 mm, des mortiers de 120 mm mais aussi des rampes anti-aériennes. Les polisariens traversent plus de 1 500 kilomètres en cinq jours à travers le désert mauritanien. Le soir du 7, ils atteignent Oum Tounsi, à 80 kilomètres de Nouakchott. Cependant, un pilote civil français survolant la région aperçoit la colonne et donne rapidement l'alerte, permettant à l'armée mauritanienne d'intercepter les indépendantistes. L'alerte permet en effet à des unités mauritaniennes de se porter au devant des adversaires au sud d'Akjoujt, leur coupant la route de la capitale, tandis que d'autres unités interviennent sur leurs arrières pour couper leur retraite.
À l'aube du 8, un petit détachement de 4 véhicules sahraouis parvient à bombarder pendant une trentaine de minutes la banlieue nord de la ville au canon et à la mitrailleuse avant de se retirer. Un peu plus tard, vers 22 h, le détachement de Sahraouis revient et pilonne à nouveau, cette fois avec une meilleure précision, le palais présidentiel et les ambassades voisines, pendant une quinzaine de minutes, depuis une position à une dizaine de kilomètres de la capitale, à l'aide de canons de 110 mm. L'intervention des forces mauritaniennes repousse le commando du Polisario, qui dénombre un mort et un prisonnier selon l'AFP.

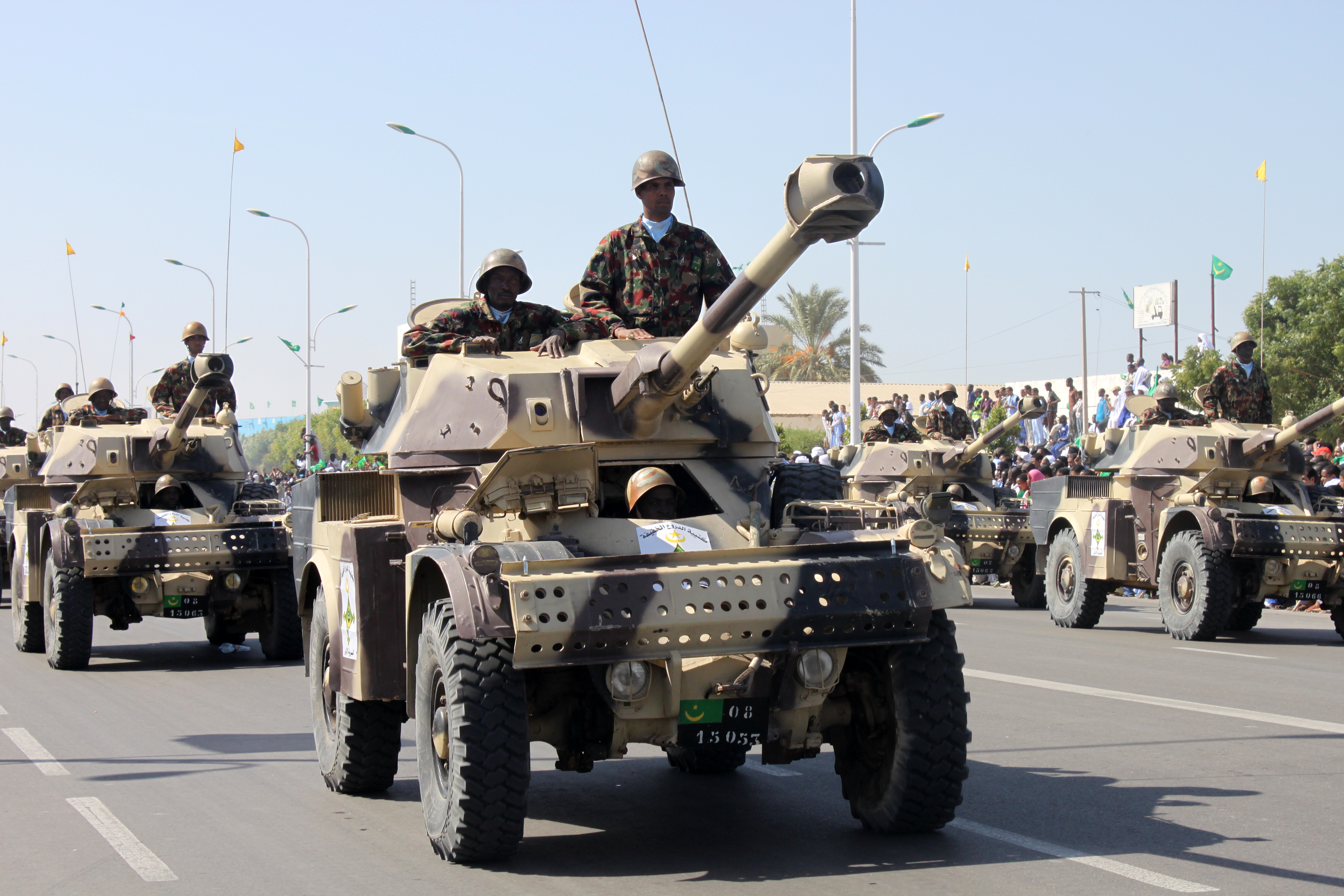
Les blindés légers Panhard AML livrés par la France à la Mauritanie (ici photographiés 36 ans après la bataille, en 2012) jouent un rôle de premier ordre dans la bataille en interceptant la colonne d'El-Ouali.

Le matin du 9, El-Ouali ordonne à ses troupes de remonter vers le nord. Un groupe de véhicules du polisario dans lequel se trouve El-Ouali est intercepté près de Bennichab dans la région de l'Inchiri par une unité motorisée mauritanienne équipée de blindés légers AML-90, sous le commandement du lieutenant Ney Ould Bah. Les Mauritaniens sont appuyés par un avion Defender avec aux commandes Mohamed Ould Abdel Kader, le meilleur pilote mauritanien. Le combat dure une demi-heure, et les AML, livrées trois mois plus tôt par la France, « font merveilles » selon les mots d'un conseiller militaire français. Les polisariens sont mis en déroute et fuient vers le nord. El-Ouali est mortellement touché à la tête, et son adjoint est également tué,. Repoussé jusqu'à Atar, la colonne du Polisario est à nouveau attaqué par des unités mauritaniennes venant de Zouerate, provoquant de nouvelles pertes parmi les polisariens. 

## Bilan et conséquences
Le raid de Nouakchott se révèle être un échec pour le Polisario. La colonne du Polisario a été pratiquement décimée et El-Ouali a été tué. Les dirigeants mauritaniens ne cachent pas leur satisfaction sur cette opération, qui mieux menée, aurait pu avoir de graves conséquences pour la Mauritanie. 
Le bilan des pertes du Polisario présenté par Nouakchott diffère. Selon Ahmed Ould Ghanahallah, le nouvel ambassadeur de Mauritanie à Paris, près de 250 polisariens ont été tués tandis que le nombre total des morts et disparus s'élèvent à plus de 600. 56 polisariens ont été faits prisonniers, dont le chef des transmissions. De plus, 50 véhicules ont été récupérés, dont trois étaient dotés de systèmes de transmission perfectionnés. Du côté mauritanien, les pertes sont de 2 morts et 14 blessés. Un autre bilan donné quelques jours plus tard parle de plus de 200 morts et presque autant de prisonnier côté Polisario, tandis que 4 Mauritaniens ont été tués et plus d'une dizaine blessés. Un bilan plus récent donne le chiffre de 450 tués et prisonniers. 
La Mauritanie accuse directement l'Algérie après les combats. Le 10 juin, Ahmed Ould Mohamed Salah, ministre d'État mauritanien à la souveraineté interne, dénonce l'impérialisme algérien, ajoutant ainsi que « ce sont les dirigeants algériens qui organisent et entraînent les bandes armées qui attaquent notre pays ». Ahmed Ould Ghanahallah, ambassadeur de Mauritanie à Paris, déclare quelques jours plus tard que « notre pays a été victime d'une agression caractérisée, qui est le fait du gouvernement algérien. Les acteurs de l'agression sont des mercenaires à la solde de l'Algérie. Un grand nombre d'entre eux étaient de nationalité algérienne. ». Rabat réagit également au lendemain de l'attaque par l'intermédiaire de son ministre marocain de l'information, Taïbi Benhima, déclarant que le Maroc ne restera pas « les bras croisés devant la moindre atteinte à la souveraineté mauritanienne » et que « la Mauritanie ne sera pas seule sur le champ de bataille ».
Le Front Polisario ne confirme la mort d'El-Ouali qu'après un communiqué le 20 juin, et décrète un deuil de 40 jours pour rendre hommage au « martyr et héros du peuple sahraoui ». 

### Sources bibliographiques
1. 1 2 3 4 5 6  Fuente Cobo et Mariño Menéndez, p. 80.
2. 1 2 3 4 5  Soudan, p. Chapitre 6.
3. ↑  Lawless et Monahan, p. 101.